# 沈在廷
沈在廷（1758年—1815年後），字枫墀。江苏高邮人。
沈业富之子。乾隆二十三年（1758年）出生。早年隨興化顧九苞讀書。乾隆四十八年舉人，官至内阁中书。長於訓詁。經常與章学诚討論學問。嘉庆二十年（1815年）尚在世。著有《经余书屋诗钞》。